# 須藤佐次兵衛
須藤 佐次兵衛（すどう さじべえ、元禄14年（1701年） - 明和7年8月25日（1770年10月13日））は、江戸時代中期の一揆指導者。名は規方、屋号は岩船屋。

## 経歴・人物
越後新潟町の商人。
明和5年（1768年）の新潟明和騒動を涌井藤四郎と共に指導。頭取として長岡藩に捕らえられ死罪となった。
昭和3年（1928年）新潟市中央区にある白山公園に2人を祀った明和義人之顕彰碑が建てられた。また、新潟市の上古町商店街にて毎年明和義人祭が開催されている。